# 1952 في بوتان
فيما يلي قوائم الأحداث التي وقعت خلال عام 1952 في بوتان.

## سياسة

### تعيين في المنصب
- 30 مارس – جيغمي دورجي وانغشوك ملك بوتان.

### انتهاء فترة المنصب
- 30 مارس – جيغمي وانغشوك ملك بوتان.

## مواليد

### سبتمبر
- 9 سبتمبر – ليونبو جيغمي تينلي

## وفيات

### مارس
- 30 مارس – جيغمي وانغشوك (مواليد 1906)